# Anna Palma Jorge
Anna Maria Palma Jorge (La Seu d'Urgell, 27 d'abril de 2000) és una jugadora de bàsquet catalana.
Aler, es formà al Segle XXI competint a la Lliga Femenina 2 entre 2015 i 2018. La temporada 2018-19 jugà al Cadí La Seu, amb el qual debutà a la Lliga Femenina. Aquella mateixa temporada, aconseguí el tercer lloc a la competició estatal, disputà la Copa de la Reina de 2019 i es classificà per competir a l'EuroCup Women. Dues temporades després, fitxà per l'Embutidos Pajariel Bembibre amb el qual disputà 89 partits, essent una jugadora de referència a l'equip castellanolleonès. La temporada 2023-24 tornà a competir amb el club urgellenc. És internacional amb la selecció espanyola en categories inferiors, destacant la consecució d'una medalla de bronce al Campionat del Món sub-19 (2019), i també en la modalitat 3x3. Amb la selecció catalana competí internacionalment el maig 2023 contra Ucraïna.